# Elbingerode (Osterode am Harz)
Elbingerode  is een gemeente in de Duitse deelstaat Nedersaksen. De gemeente maakt deel uit van de Samtgemeinde Hattorf am Harz in het Landkreis Göttingen. Tot 1 november 2016 was de gemeente deel van het Landkreis Osterode am Harz. De gemeente telde 430 inwoners op 31 december 2023. Elbingerode ligt bij Herzberg am Harz.
- Gemeinsame Normdatei: 4246497-3
- Library of Congress Control Number: n94049380
- Nationale Bibliotheek van Israël: 987007537728305171
- Virtual International Authority File: 3146153052405252370
- WorldCat: E39PBJrGwygMXT6JXkJkVXqJDq

Adelebsen · 
Bad Grund · 
Bad Lauterberg im Harz · 
Bad Sachsa · 
Bilshausen · 
Bodensee · 
Bovenden · 
Bühren · 
Dransfeld · 
Duderstadt · 
Ebergötzen · 
Elbingerode · 
Friedland · 
Gieboldehausen · 
Gleichen · 
Göttingen · 
Hann. Münden · 
Harz (gemeentevrij gebied, Landkreis Göttingen) ·
Hattorf am Harz · 
Herzberg am Harz · 
Hörden am Harz · 
Jühnde · 
Krebeck · 
Landolfshausen · 
Niemetal · 
Obernfeld · 
Osterode am Harz · 
Rhumspringe · 
Rollshausen · 
Rosdorf · 
Rüdershausen · 
Scheden · 
Seeburg · 
Seulingen · 
Staufenberg · 
Waake · 
Walkenried · 
Wollbrandshausen · 
Wollershausen · 
Wulften am Harz